# Laura Mintegi Lakarra

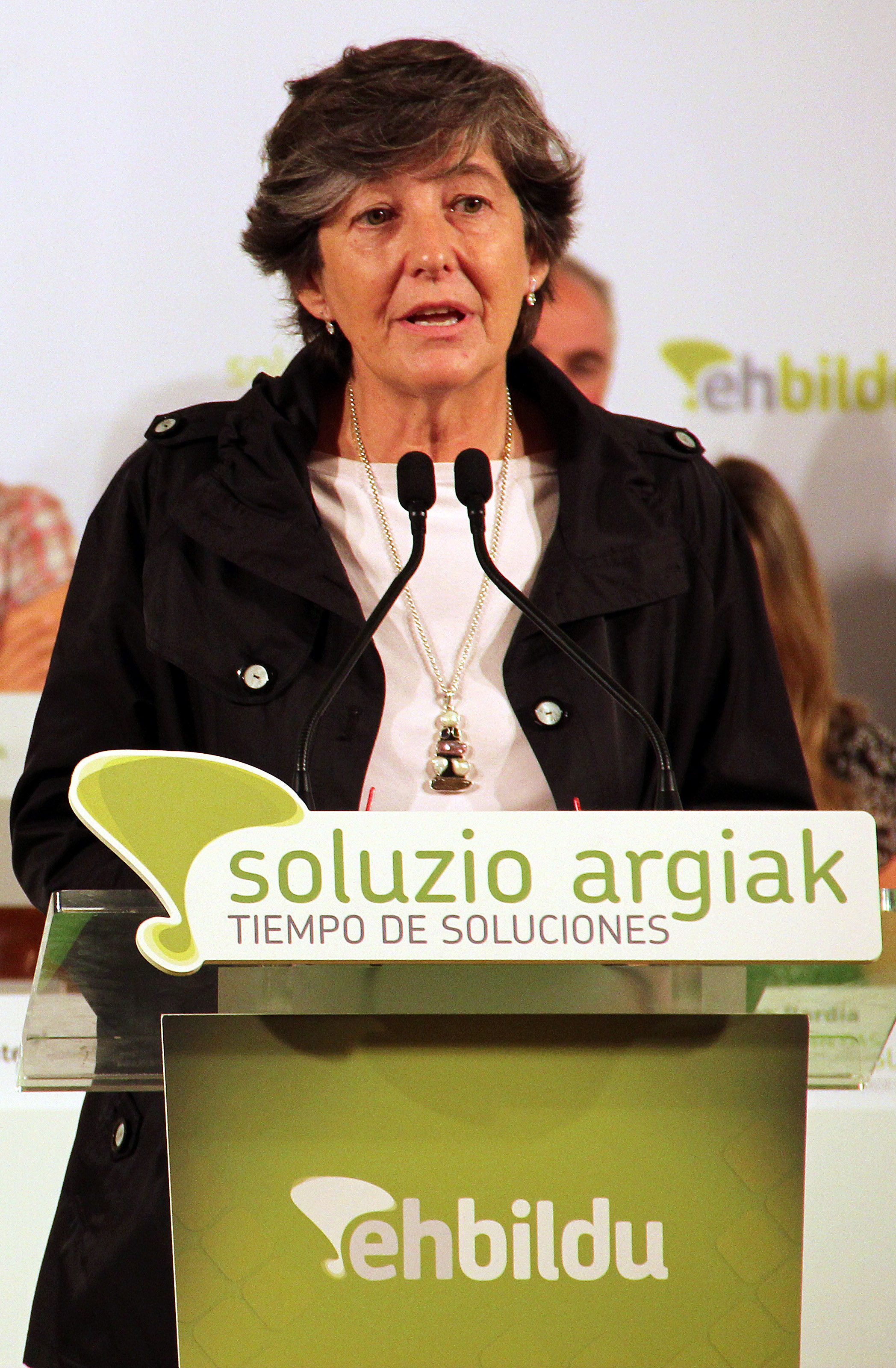
Laura Mintegi

Laura Mintegi Lakarra (Lizarra, Navarra, 26 d'octubre de 1955) és una escriptora i professora a la Universitat del País Basc. Fou candidata a la presidència del Govern Basc a les eleccions al Parlament Basc de 2012 per la coalició EH Bildu.

## Biografia
Tot i que va néixer a Navarra, quan tenia quatre anys la seva família es va traslladar a Bilbao. Des de 1973 resideix al barri getxotarra d'Algorta.
Està llicenciada en història i és doctora en Psicologia. Des de 1981 és professora del Departament de Didàctica de la Llengua i la Literatura de la Universitat del País Basc. Va ser directora d'aquest departament des del 1999 fins al 2006, càrrec que ha tornat a assumir des del 2010 fins a l'actualitat. Ha estat candidata a rectora de la Universitat del País Basc en dues ocasions.
Des del 2004 presideix el Club Euskal PEN, la branca basca del PEN Club Internacional, associació internacional d'escriptors en favor de la llibertat d'expressió. L'any 2006, l'Euskaltzaindia (Acadèmia de la Llengua Basca) va nomenar-la acadèmica.
Ha rebut entre altres premis literaris, el Premi de novel·la Azkue, el Premi Ciutat de Sant Sebastià i el Premi Jon Mirande. En altres premis ha estat part del jurat, com per exemple al Certamen de Narrativa Maria Maeztu, les Beques Joseba Jaka, el Premi de Periodisme Rikardo Arregi, el Premi Anton Abbadia i el Premi de Drets Humans René Cassin.
Col·labora habitualment als mitjans de comunicació, tant audiovisuals (ETB, Hamaika Telebista, Bizkaia Irratia, Egin Irratia, Bilboko Hiria Irratia, Euskalerria Irratia i Euskadi Irratia) com escrits (Anaitasuna, Argia,  Susa, Ttu-tuá, Egin, Egunkaria, Gara, Berria, Jakin, Hegats, entre d'altres).
La seva obra més popular és Sisif maite minez, un assaig-novel·la sobre l'enamorament. Aquesta novel·la va ser traduïda al castellà l'any 2003 com a Sísifo enamorado i a l'holandès l'any 2011, com a Sisyphus verliefd.
Laura Mintegi ha estat candidata en diverses eleccions. Va participar en les llistes d'Herri Batasuna a les Eleccions al Parlament Europeu de 1987 (Espanya) i de 1989. Aquell mateix any va ser nomenada responsable de la caixa de resistència dels professors associats que reclamaven la figura del professorat propi per a la Universitat pública, entre els que figurava Antton Azkargorta, la seva parella durant molts anys. A les eleccions generals de novembre de 2011, va ser candidata al Senat per Biscaia dins de la coalició Amaiur. en les eleccions al Parlament Basc del 2001 ha estat candidata a lehendakari per la coalició Euskal Herria Bildu.

## Obra

### Novel·la
- Bai... baina ez (1986, Susa) (Elkarlanean 1999)
- Legez kanpo (1991, Elkar)
- Nerea eta biok (1994, Txalaparta)
- Sisifo maite minez (2001, Txalaparta)
- Ecce homo (2006, Txalaparta)

### Narració
- Ilusioaren ordaina (1983, Erein)

### Assaig
- Sujektibitatea euskal nobelagintzan: Stephen Crane-ren "The Red Badge of Courage" (1999, EHU)

### Biografia
- Julene Azpeitia (1988, Eusko Jaurlaritza)

### Obra traduïda
- La topera in...Antologia de la Narrativa Vasca Actual (1986, Edicions del Mall)
- Mole Hole in... Contemporary Basque Fiction (1990, University of Nevada/Reno)
- Sisifo enamorado (2003, Txalaparta)
- Nerea and I (2005, Peter Lang, New York)
- Ecce homo (2007, ONCE) (braille)
- Ecce homo (2009, Txalaparta) (castellano)
- Sisyphus verliefd (2011, Zirimiri Press, Amsterdam)
- Ecce homo (2012, Pahl-Rugenstein, Bonn)